# Musano
Musano (en latín Musanus) fue un escritor del período del cristianismo primitivo mencionado brevemente por Eusebio de Cesarea en su Historia Eclesiástica como autor de un libro, hoy perdido, contra los encratitas.

## Contra el encratismo
Musano luchó contra una teología que deriva del concepto neoplatónico y gnóstico de la materia como principio del mal, obra del demiurgo, enemigo de Dios. De esta premisa deducían lógicamente que era preciso luchar contra la materia y su autor, lo cual les llevaba a conclusiones que se resumen en el dualismo o maniqueísmo. Es decir, una forma de simplismo.

## De Viris Illustribus
Jerónimo de Estridón, probablemente basándose en Eusebio de Cesarea, escribió también sobre él en su obra De Viris Illustribus (capítulo 31).